# 菊池寛
菊池 寛（きくち かん、旧字体：菊池 寬、1888年〈明治21年〉12月26日 - 1948年〈昭和23年〉3月6日）は、日本の小説家、劇作家、ジャーナリスト。本名の読みは「きくち ひろし」。実業家としても文藝春秋社を興し、芥川賞、直木賞、菊池寛賞の創設に携わった。帝国芸術院会員。
生家は高松藩の儒学者の家柄。幼少期より旺盛な読書家であった。京大英文科卒。芥川龍之介などの『新思潮』に参加。
著作に『屋上の狂人』（1916年）、『父帰る』（1917年）などの戯曲のほか、『忠直卿行状記』（1918年）、『藤十郎の恋』（1919年）（のち脚色）などの小説がある。人生観や思想を基盤とした明快な主題を打ち出した、いわゆるテーマ小説が特徴である。『真珠夫人』（1920年）のヒット後は通俗小説で健筆を揮った。

## 経歴

### 生い立ち

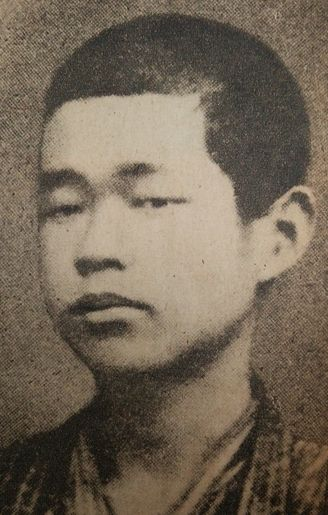
15歳の菊池

香川県香川郡高松七番丁六番戸の一（現在の高松市天神前4番地）で7人兄弟の四男として生まれる。菊池家は江戸時代、高松藩の儒学者の家柄で、日本漢詩壇に名をはせた菊池五山は、寛の縁戚に当たる。しかし、寛の生まれたころ家は没落し、父親は小学校の庶務係をしていた。高松市四番丁尋常小学校を経て高松市高松高等小学校に進学。しかし家が貧しかったため、高等小学3年生の時は教科書を買ってもらえず、友人から教科書を借りて書き写したりもした。このころ、「文芸俱楽部」を愛読し、幸田露伴、尾崎紅葉、泉鏡花の作品に親しむ。

### 学生時代
1903年（明治36年）香川県立高松中学校（旧制、現在の香川県立高松高等学校）に入学。寛は記憶力が良く、特に英語が得意で、外国人教師と対等に英会話ができるほどだった。図画や習字は苦手だったが一念発起して勉強に取り組み4年の時に全校で首席になった。中学3年の時、高松に初めて図書館ができるとここに通って本を読み耽り、2万冊の蔵書のうち、歴史や文学関係など興味のあるものはすべて借りたという。
中学を卒業した後、成績優秀により学費免除で東京高等師範学校へ進んだものの本人は教師になる気がなく、授業を受けずテニスや芝居見物をしていたのが原因で除籍処分を受けた。地元の素封家の高橋清六から将来を見込まれて養子縁組をして経済支援を受け、明治大学法科に入学するも3か月で退学。徴兵逃れを目的として早稲田大学に籍のみ置く。文学の道を志し第一高等学校受験の準備をする。これが養父に発覚し、縁組は解消。進学が危ぶまれたが、実家の父親が借金してでも学費を送金すると言ってきたことで道が開ける。
1910年（明治43年）、第一高等学校第一部乙類に22歳で入学。同期入学には後に親友となり彼が創設する文学賞に名を冠する芥川龍之介、久米正雄、井川恭（後の法学者恒藤恭）がいた。しかし卒業直前に、盗品と知らずマントを質入れする「マント事件」が原因となり退学。その後、友人・成瀬正一の実家から援助を受けて京都帝国大学文学部英文学科に入学したものの、旧制高校卒業の資格がなかったため、当初は本科に学ぶことができず選科に学ぶことを余儀なくされた。本来は一高の友人らと同じく東京帝国大学に進みたかったが、上田萬年の拒絶のため叶うことはなかった。京大選科の時に『萬朝報』の懸賞に応募した短編小説「禁断の木の実」が当選。翌年旧制高等学校の卒業資格検定試験に合格し本科に移る。
この京大時代では文科大学（文学部）教授となっていた上田敏に師事した。当時の失意の日々については（フィクションを交えているが）「無名作家の日記」に詳しい。１人京都の地で孤独や焦燥の日々の中、ジョン・ミリントン・シングなどのアイルランド戯曲を読破する。東京にいる芥川、久米らの好意により第三次『新思潮』創刊同人となり、菊池比呂士、草田杜太郎の筆名で戯曲を発表する。卒業を間近にひかえた1916年（大正5年）5月、第四次『新思潮』では本名の菊池寛の名で「屋上の狂人」を発表。

### 人気作家への道

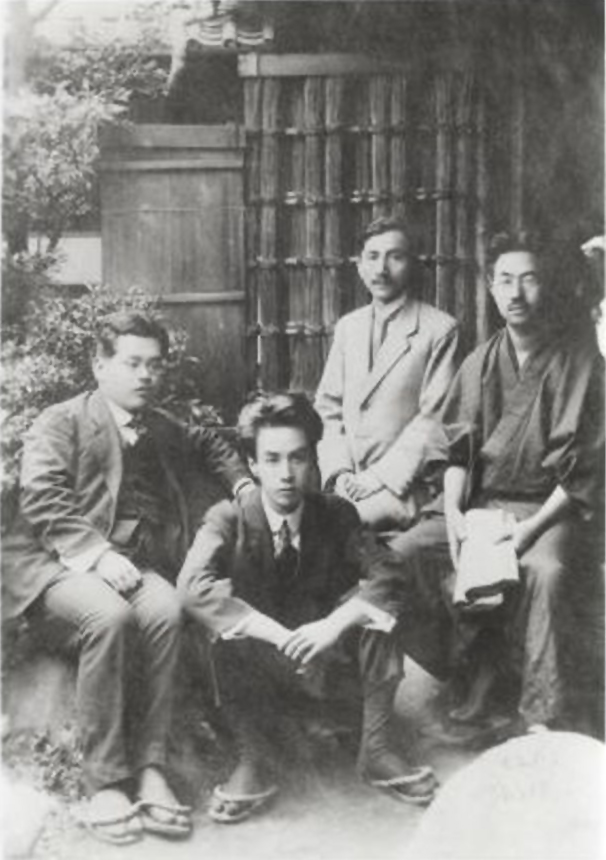
1919年、長崎にて。左から菊池、芥川龍之介、武藤長蔵、永見徳太郎

1916年（大正5年）7月、京大卒業。卒業論文は「英国及愛蘭土の近代劇」。上京して、芥川、久米と夏目漱石の木曜会に出席する。成瀬家の縁故で時事新報社会部記者となり、月給25円のうち10円を毎月実家に送金する。また第四次『新思潮』に「父帰る」を発表するも、特に反響はなかった。
寛は生活のため資産家の娘と結婚することを考え、郷里に相談。1917年（大正6年）、高松藩の旧・藩士奥村家出身の奥村包子（かねこ）と結婚。1918年（大正7年）、『中央公論』に発表した「無名作家の日記」や「忠直卿行状記」が高評価され文壇での地歩を築いた。1919年（大正8年）、『中央公論』に「恩讐の彼方に」を発表。時事新報を退社し、執筆活動に専念する。翌年大阪毎日新聞・東京毎日新聞に連載した大衆小説「真珠夫人」が大評判となり、一躍人気作家となった。

### 『文藝春秋』創刊
1923年（大正12年）1月、人気作家となった寛は若い作家のために雑誌『文藝春秋』を創刊する。発行編集兼印刷人は菊池寛、発売元は春陽堂、定価は10銭で、『中央公論』が特価1円、『新潮』が80銭の時代に破格の安さだった。巻頭を飾ったのは芥川龍之介のエッセイコラム「侏儒の言葉」。創刊号3000部はまたたくまに売り切れ、次号も売り上げを伸ばし、「特別創作号」を銘打った5号は1万1千部の売り上げとなった。1926年（大正15年、昭和元年）から春陽堂を離れて「文藝春秋社」として独立し『文藝春秋』は総合雑誌となる。初期の編集部に石井桃子、桔梗利一らがいる。また大衆作家として、婦人雑誌や新聞に多くの小説を発表していたが、1927年（昭和2年）7月25日、芥川龍之介が自殺。葬儀では友人代表として弔辞を読み上げたが、読む半ばから涙が止まらなかった。
1935年（昭和10年）、新人作家を顕彰する「芥川龍之介賞」「直木三十五賞」を創設した際には11人の選考委員の1人となった。1926年（大正15年）日本文藝家協会を設立。
1925年（大正14年）、文化学院文学部長就任。1928年（昭和3年）、第16回衆議院議員総選挙に、東京1区から社会民衆党公認で立候補したが、落選した。しかし1937年（昭和12年）には、東京市会議員に当選した。
言論の自由を何よりも重んじた菊池は、「左傾にしろ、右傾にしろ、独裁主義の国家は、我々人類のために、決して住みよい国ではない」と主張し、政治家として、「反資本、反共産、反ファッショの三反主義」を掲げる穏健派の社会主義の社会民衆党で活動した。

### 文士部隊

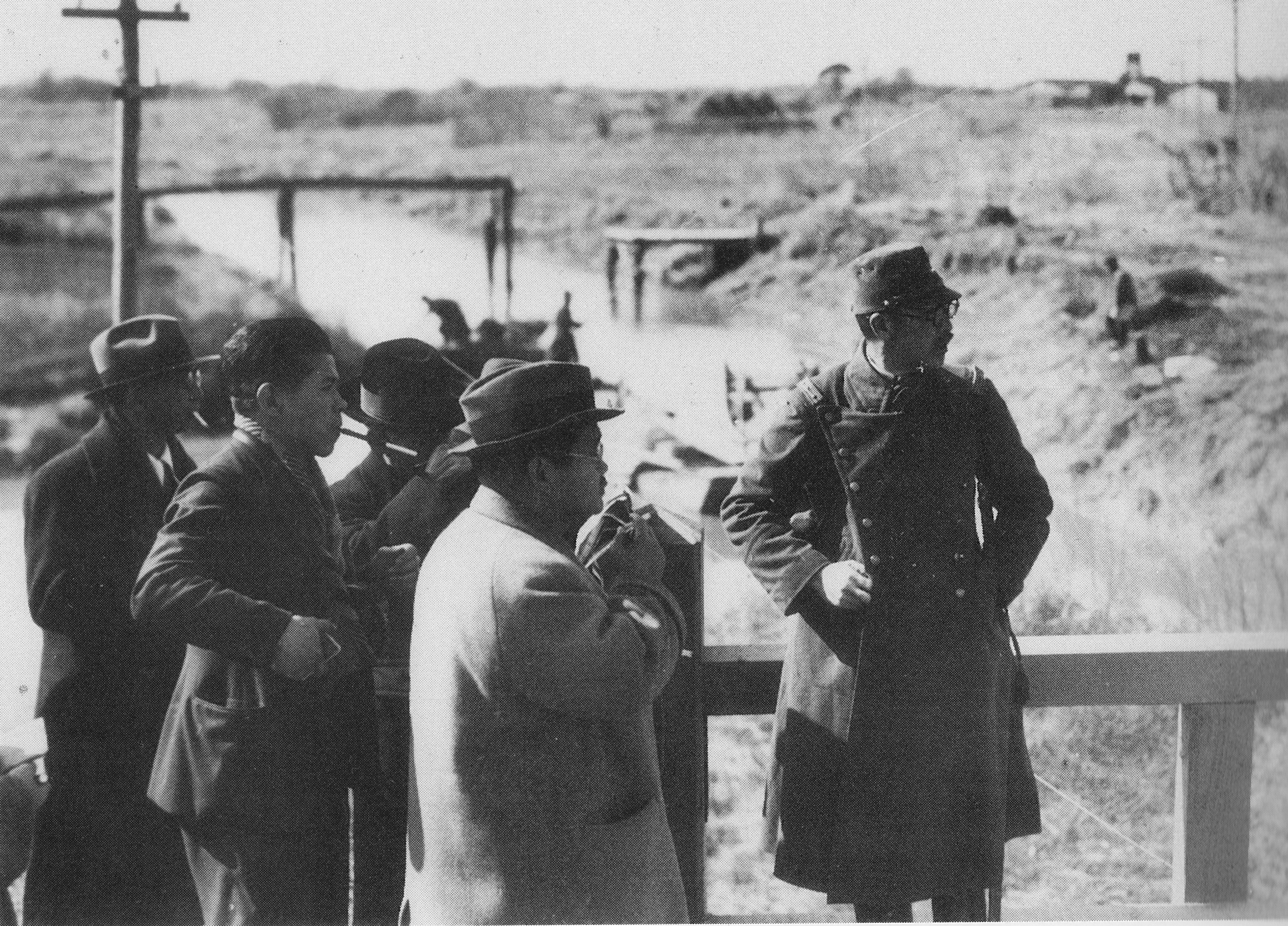
1939年、中国大陸で取材中の菊池（右から二人目）。翌年、菊池は西住小次郎の評伝を発表する。

1938年（昭和13年）、内閣情報部は日本文藝家協会会長の寛に作家を動員して従軍（ペン部隊）するよう命令。寛は希望者を募り、吉川英治、小島政二郎、浜本浩、北村小松、吉屋信子、久米正雄、佐藤春夫、富沢有為男、尾崎士郎、滝井孝作、長谷川伸、土師清二、甲賀三郎、関口次郎、丹羽文雄、岸田國士、湊邦三、中谷孝雄、浅野彬、中村武羅夫、佐藤惣之助総勢22人で大陸へ渡り、揚子江作戦を視察。翌年は南京、徐州方面を視察。帰国した寛は「事変中は国家から頼まれたことはなんでもやる」と宣言し、「文芸銃後運動」をはじめる。これは作家たちが昼間は全国各地の陸海軍病院に慰問し、夜は講演会を開くというもので、好評を博し、北は樺太、南は台湾まで各地を回った。1942年（昭和17年）、日本文学報国会が設立されると議長となり、文芸家協会を解散。翌年、映画会社「大映」の社長に就任、国策映画作りにも奮迅する。

### 公職追放、急死
終戦後の1947年（昭和22年）、GHQから寛に公職追放の指令が下される。日本の「侵略戦争」に文藝春秋が指導的立場をとったというのが理由だった。寛は「戦争になれば国のために全力を尽くすのが国民の務めだ。いったい、僕のどこが悪いのだ。」と憤った。その年の暮れには横光利一が死去。翌年1948年（昭和23年）1月、苦難を共にした、元文藝春秋社専務の鈴木氏亨が急逝。気力の衰えた寛は、2月に胃腸障害で寝込む。回復すると3月6日に近親者や主治医を雑司が谷の自宅に集め、全快祝いを行ったが、好物の寿司などを食べたあと、2階へ上がったとたん狭心症を起こし、午後9時15分、急死。享年59歳。息子を呼ぶ「英樹、英樹」が最期の言葉だった。その際、夫人の手を握りしめていたという。
告別式は音羽の護国寺で行われた。葬儀委員長は久米正雄。参列者7千人の中には当時首相だった芦田均もいた。家族が発見した寛の遺書が当日公表された。

## 栄典
- 1940年（昭和15年）8月15日 - 紀元二千六百年祝典記念章[27]

## 家族

### 両親・兄弟
- 父親・武脩（たけなが）
- 母親・カツ
- 長姉・アイ
- 長兄・武吉
- 次姉・ナミ
- 次兄・良平
- 三兄・三八
- 妹・久仁

### 妻子
- 妻・包子（かねこ）
- 長女・瑠美子
- 長男・英樹
- 次女・ナナ子

## 主要作品
高松市菊池寛記念館から『菊池寛全集』（全24巻、1993年-1995年）が、また、武蔵野書房から『菊池寛全集補巻』（全5巻、1999年-2003年）が刊行されており、ほぼすべての作品を比較的容易に鑑賞することが可能である。文春文庫と岩波文庫で諸作品が刊行されている。また、未知谷から『歴史随想』と『剣聖武蔵伝』が刊行されている。

### 大衆小説・戯曲
- 屋上の狂人
- 父帰る
- 無名作家の日記
- 恩讐の彼方に
- 藤十郎の恋
- 真珠夫人
- 受難華
- 無憂華夫人
- 貞操問答
- 三人兄弟
- 葬式に行かぬ訳
- 下足番
- 形 - 1966年より中学二年生、中学三年生の国語の教科書（光村出版）に採用されている。
- 入れ札
- 慈悲心鳥
- 第二の接吻
- 火華
- 袈裟の良人 - 映画『地獄門』原作。

### 伝記
- 忠直卿行状記
- 蘭学事始
- 菊池千本槍シドニー特別攻撃隊
- 昭和の軍神 西住戦車長伝

### 少女小説
※「少女倶楽部」連載の長編小説について扱う。
- 心の王冠（1938年1月 - 1939年12月）
- 珠を争う（1940年1月 - 12月）
- 輝ける道（1941年1月 - 1942年3月）

「珠を争う」が、「ふたりの女王」永見七郎作／ 江川みさお絵というタイトルの再話で、雑誌「少女」昭和29年11月号の付録書籍「少女小説名作全集」に収録
「輝ける道」が、「父かえる日まで」永見七郎作／糸賀君子絵というタイトルの再話で、雑誌「少女」昭和30年新年号の付録書籍「少女小説名作全集」に収録

### 随筆・評論
- 半自叙伝

### その他
- フランダースの犬（翻訳）
- 日本競馬読本
- 大衆明治史[注釈 2]（1943年）

## 人物

### 作風
- 人生経験や人生観を創作に生かすことを重視していた。「小説家たらんとする青年に与う」という文章の中で、「二十五歳未満の者、小説を書くべからず」と述べている。
- 『我鬼』のモデルは芥川龍之介、『友と友の間』『神の如く弱し』は久米正雄がモデル。

### 名について
- 「寛」は旧字では「寬」と最後に点を打つが、寛はこの点を省いていた。菊池の墓碑銘を揮毫した川端康成も新字の「寛」を用いた。
- 名の「寛」は「ひろし」と読めば本名、「カン」と読めば筆名だったが、本人はどちらで呼ばれても特に気にせずに返答していた。ただし「菊池」を誤って「菊地」と書かれるとすこぶる機嫌を損ねたという。
- 大映社長就任時の宴席で、稲垣浩は菊池から開口一番「君の名はコウかね、ヒロシかね」と訊かれ、「ヒロシ」だと答えたところ、「ぼくもホントはヒロシなんだけどネ、いつの間にかカンになってしまった。面白いものだね。カンと呼ばれているうちに自分でもカンの方がいいと思うようになったよ」と話し、その屈託ない話しぶりに稲垣も「とても話しやすかった」と述懐している[29]。

#### 「くちきかん」
「きくちかん」をアナグラムにすると「くちきかん」（口利かん）となる。このアナグラムは菊池の生前から、彼の交友の内外で同時多発的に話された記録がある。
- 菊池が麻雀で負けると、ムッとして黙り込んでしまい、対戦者が「くちきかん」と陰口を言ったという。
- エッセイストとしても著名な喜劇役者の古川ロッパは駄洒落の名手であり、学生時代から目をかけてくれた菊池の名をもじって「クチキカン」と即興で答えた、などの話が残されている（古川ロッパ#文才）。
- 木津川計によれば、菊池没時、大阪では巷で「ああ、ついにクチキカン」と不謹慎な哀悼を捧げたという[30]。
- 矢崎泰久の評伝に『口きかん わが心の菊池寛』（2003年、飛鳥新社）がある。
- タレントのタモリが第62回菊池寛賞を受賞した際、授賞式の席上で、出演するテレビ番組のゲストについて「年間で一番無口だった人に“くちきかん賞”をあげようとしたこともあった」と語った[31]。

### パトロンとして
- 馬海松を可愛がり、『文藝春秋』の創刊の際、編集部に入れ、後も交遊を続けた。
- 文藝春秋社の映画雑誌の編集をしていた古川郁郎という青年が、余興に演じる芸が上手いので喜劇役者になるように勧めた。この青年は後に喜劇俳優・古川ロッパとして成功した[32]。
- 長谷川町子の自伝『サザエさんうちあけ話』によると、長谷川家が上京後に生活費に窮した際、知人の紹介で長谷川の姉の絵を見た菊池は、長谷川の姉を自作の挿絵画家に採用した。その後、長谷川の母が長谷川の姉を通じて、長谷川の妹（当時東京女子大学在学）の作文を見せると、菊池は「（大学を）やめさせなさい。ボクが育ててあげる」と答え、妹は大学を退学して菊池家に日参し、古典文学などの講義を受けた。のちに妹は文藝春秋に入社するものの、肋膜炎を患い退社した。
- 1977年（昭和52年）9月の座談会「戦争と人と文学」（平凡社『太陽』第174号）における巖谷大四や井伏鱒二の発言によると、菊池は着衣のあらゆるポケットにクシャクシャの紙幣を入れており、貧乏な文士に金を無心されるとそれを無造作に出して、1円当たる人もいれば5円当たる人もいたという。菊池と旅先で出会った井伏と尾崎士郎は、「金ならあります」と言っているのに「金がないんだろう、金やろう」と紙幣を押しつけられそうになった。

### 永井荷風から嫌われる
永井荷風は人の好悪の激しい作家だが、とりわけ菊池寛のことを非常に嫌悪し、自身が38歳から79歳の死の前日まで42年間にわたり付けていた日記『断腸亭日乗』の中には、菊池への罵詈雑言の叙述がところどころに見受けられる。荷風は菊池の噂を聞くと必ずといっていいほど罵倒の言葉を綴っては、出版界のほか社会の世相悪化の原因までも菊池のせいにして書き殴っていた。
荷風が菊池を嫌うようになった原因については、はっきりしたことは判明してはいないが、菊池が自身の先祖の菊池五山の名を、荷風から悉く菊地五山と書き間違えられた不快感を1924年（大正13年）3月の『文藝春秋』誌上で表明して以降、荷風の日記上に菊池への罵詈雑言が始まっているため、それがきっかけでないかと言われている。
菊池はその随筆「自分の名前」の中で、常に博識を自認し現代人の無学無文を嘲っている荷風先生にして「肝心の人の姓名を誤書するに至つては、沙汰の限り」と述べ、「難しさうな詩句などを引用するのも、非常に結構だが、それよりも前に、人の名前位は、正確に書いてもいいだらう」と忠言していた。
荷風はそれ以降、菊池が面会を希望しても断って「交を訂すべき人物にあらず」（交流するような人物ではない）と記したり、また別の日の日記では、他の雑誌社の人物が荷風に寄稿を依頼する際しきりに「礼金」のことを話して荷風が固持しても机の上に金を置いていったことを、文人に向ってあたかも材木屋に材木を注文するような「悪風」だと書き連ねながら、その編集者は「敢て咎むべきにはあらず」、「悪むべきは菊池寛の如き売文専業の徒のなす所なり」と、いきなり菊池批判に繋げたり、1930年（昭和5年）の正月には、菊池と文藝春秋から来た年賀状を受け取らずにわざわざ返送したりもしていた。

### 大映社長として
- 戦時中の日本映画会社統廃合で、永田雅一が自ら所属した新興キネマを大都映画、日活（製作部門）と統合させて「大映」を設立。事実上の創業者である永田が（これまでの転職、合併の経緯から）自ら社長にならず、菊池に「社長のいすに座ってくれないか」と云われ、菊池が就任した経緯となっている。

- 大映社長就任の挨拶で菊池は「ぼくは社長としての値打ちは何もないが、製作する全作品のシナリオを読んでくれればいいということなので、それならぼくにもできそうだと思ったから社長を引き受けた」と話し、稲垣浩らはその淡々とした話しぶりや飾らない様子に、大きな拍手を送ったという[29]。

- なお、その際、卓上にハンカチを忘れ、一同の眼が集まったが、その白いハンカチは生き物のように菊池の後を追って動き、壇上から滑り落ちた。事務の者が慌てて走り寄って拾い上げようとすると、菊池はそれに気づき、服から垂れた糸を引っ張って手品のようにハンカチを手元に引き上げた。短時間だがそのユーモラスな光景に対し、会場の聴衆はどっと好感の笑いを巻き起こしたが、菊池はニタリともせずに無造作にハンカチをポケットにねじ込み静かに席に戻って行った。これは、菊池がよくハンカチを落としたり忘れたりし、戦時下で衣料品が切符制だった事情から新調が困難だったので、夫人が紐を付けてポケットに縫い付けたものであった[29]。

- 稲垣が『お馬三十三万石』というシナリオを書いたとき、競馬愛好家だった（後述）菊池は「馬の話だ」ということでとくに念入りに読んで、いろいろと意見を出し、「君これは鍋島藩になってるけどネ、佐賀は馬産地ではないから駄目だね、福島か南部に改めてはどうだ」と言った。稲垣が「阿蘭陀人が出ますからどうしても九州でないと困るのですが」と答えると、「それなら島津がいいだろう」、「でも（鍋島の）三十三万石という題名がいいと思うのですが」とさらに答えると菊池は「なに、島津なら七十七万石だから、そのほうがずっと大きくていいよキミ」と返した。稲垣は「やはり役者が何枚かうわてだった」と語っている[29]。

### 趣味
麻雀、競馬、将棋に熱中していたことで知られた。
- 麻雀は大正時代の中期から始めたとされる。のちに日本麻雀聯盟初代総裁を務めた。菊池は愛好家団体に対し、「麻雀讃」と題する以下のような書状を送っている。

- 1933年（昭和8年）11月、文士や出版関係者らが麻雀賭博容疑で摘発された際には、菊池が身元引受人になるべく警視庁の課長宛に一筆を入れることもあった[35]が、菊池自身も翌1934年（昭和9年）3月に麻雀賭博容疑で検挙されている[36]。

- 競馬については、入門本『日本競馬読本』を上梓したほか、戦前は馬主として多くの有力な競走馬を所有した[37]。
  - 1940年（昭和15年）の春の帝室御賞典を所有馬・トキノチカラで制し、能力検定競走として軍人や関係者約200名のみが観戦した1944年（昭和19年）の東京優駿も、所有馬・トキノチカヒを出走させた。

- 将棋については、「人生は一局の将棋なり 指し直す能わず」というフレーズを作ったといわれる。

大映社内において、将棋好きの社長・菊池の影響で将棋が流行し始め、重役連も急に将棋の勉強を始めなければならなくなった。稲垣浩は「ヘボ以下」を自認していたが、重役連とはいい勝負だった。菊池はそんなヘボ将棋でも熱心にのぞき込んで観戦し、「シロウト将棋はあとさきも考えないから、見ていてとても面白いネ」と言ってタバコの灰をポロポロ膝に落とし、愉快そうに目を細めていたという。
- 秘書矢崎寧之の息子である矢崎泰久少年と将棋を指した時、泰久に木村義雄14世名人が助言をしたため菊池寛が負けた。怒った菊池は名人のいない所でもう一局指したが、泰久が指し手を記憶していたので返り討ちにあった[38]。

- 賭博については「ギャンブルは、絶対使っちゃいけない金に手に付けてからが本当の勝負だ」という格言を残している[要検証 – ノート]。
- 上記の格言については、発言の記録など明確な出典がない。とくに競馬については『日本競馬読本』で「小遣銭以上の金を使うな」ととき、競馬ファンに対し金銭的にのめり込まないよう心理的なアドバイスや注意点を細かくつづっている。また貧しい生い立ちゆえ小説家として立つまでに金銭的な苦労をした経験、純文学から大衆文学への転向までの経緯、実業家や社会的な活動など、文学者である菊池寛の人生をとおして考えるとき、それは疑問が残る格言である。詳しくは菊池寛「半自叙伝」、菊池寛記念館発行『文藝もず』24号「インターネットは菊池寛の影を払うか？ ―賭博と名馬と （青山学院大学大学院　内村文紀）」を参照されたい。
- 菊池寛には野球、卓球、テニスにも熱中した学生時代がある。勝負事やいずれのスポーツにおいても頭脳戦を楽しんでいた。

### その他
- 喫煙者であったが、灰皿を使う習慣がなかったらしく、畳や椅子の肘掛けで揉み消していたため、家中焼け焦げだらけであったという。当然ながら灰をまき散らすことにも頓着しなかった。
- 長谷川町子は菊池の書生だった自身の妹から菊池は「時には帯を引きずりながら出てくる」「時計を二つもはめていることがある」「汗かきで汗疹をかくと胸元がはだけ、厚い札束が顔を覗かせている」という3つの話だけを聞いたという[39]。

- 両性愛者の傾向があった。旧制中学時代に4級下の下級生の渋谷彰に同性愛的思慕を持っていた。この渋谷に宛てた愛の手紙が多数現存する[40]。2人の文通はその後も続き、菊池が京大卒業後も文通はあるが、この頃は渋谷へ翻訳の仕事を与えようとするなど通常の手紙になってきている[41]。
- また、正妻以外に多数の愛人を持ち、その内の1人に小森和子がいた。小森はあまりに易々と菊池に体を許そうとしたため、菊池から「女性的な慎みがない」と非難されたという。
  - 繰り返す不倫に耐えかねて離婚を切り出した正妻に「すまん。60歳になったら真面目になる」と言ったが、本人は実際には59歳で死去している[42]。
- 元・文藝春秋社編集者で、出版社・ジュリアンの代表取締役である菊池夏樹は、菊池寛の孫に当たる。2009年（平成21年）4月に『菊池寛急逝の夜』（白水社）を刊行。

## 菊池寛の登場する作品
小説
- こころの王国 菊池寛と文藝春秋の誕生（2002年 - 2003年）

菊池寛と周囲の人々の人間模様を描く猪瀬直樹の小説。
映画
- 末は博士か大臣か（1963年、大映）

若き日の菊池寛を親友の綾部健太郎（後に衆議院議員）との友情を軸に描いた作品。フランキー堺が菊池を演じた。
- 丘を越えて（2008年）

上記『こころの王国 菊池寛と文藝春秋の誕生』の映画化。西田敏行が菊池を演じた。
- この道（2019年）

北原白秋と山田耕筰の人生を描いた作品。津田寛治が菊池を演じた。
テレビドラマ
- マー姉ちゃん（NHK連続テレビ小説）

フランキー堺が菊池を演じた。
漫画
- サザエさん（長谷川町子）

戦後初期のエピソードに、菊池自身が登場するものがある。

## 菊池寛に由来する名称
市道
- 菊池寛通り

高松市にある市内道路のひとつ。菊池の生家跡（ここには2006年（平成18年）まで第一法規四国支社があった）はこの道路の沿線にある。この通りは元々「県庁通り」と呼ばれていたが、1988年（昭和63年）に香川県庁舎に面する県道173号線を「県庁前通り」としたことに伴い改称された。
賞
- 菊池寛賞
- 香川菊池寛賞[43]

## ギャラリー

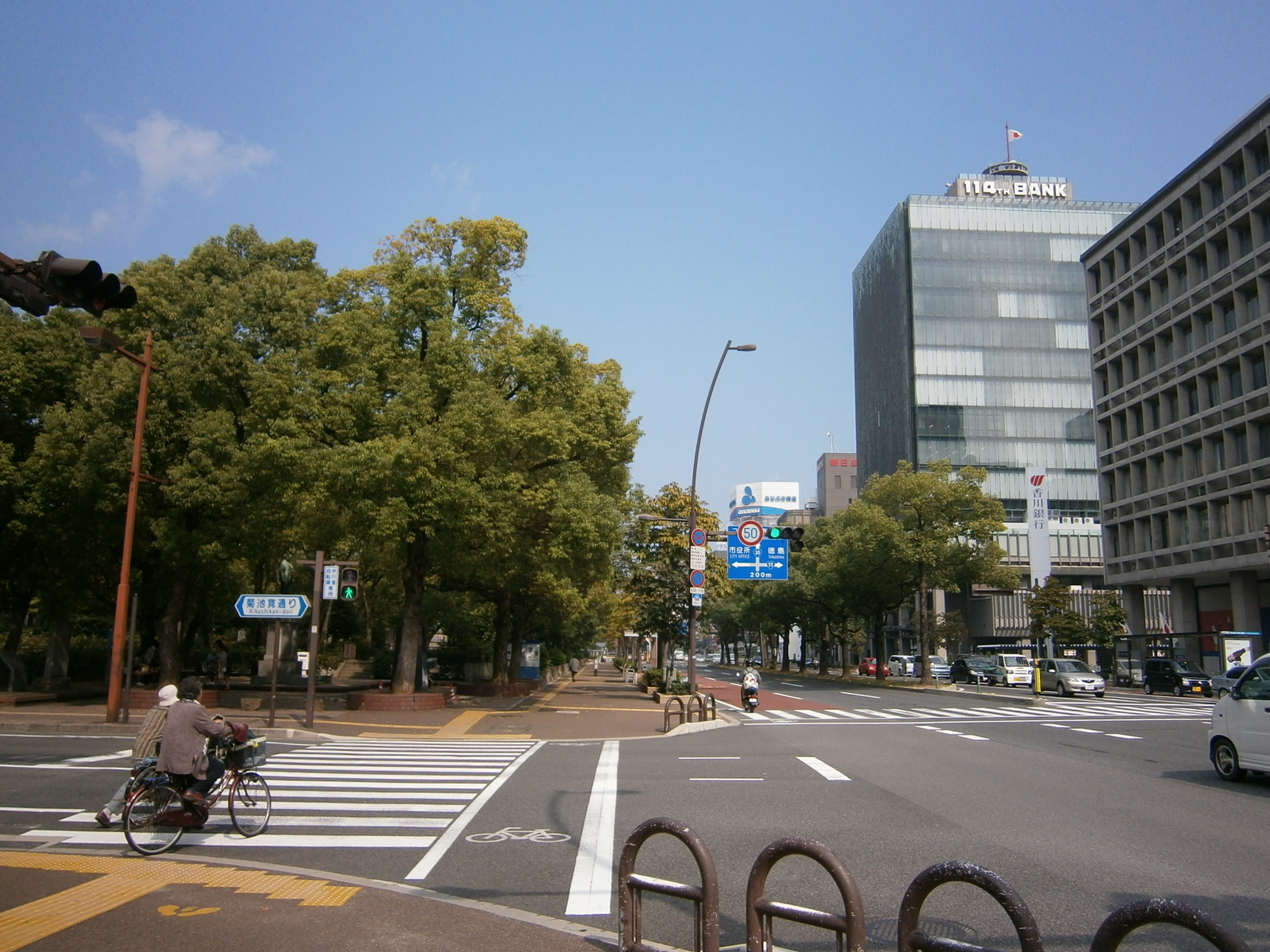
高松市 菊池寛通り 2011年撮影
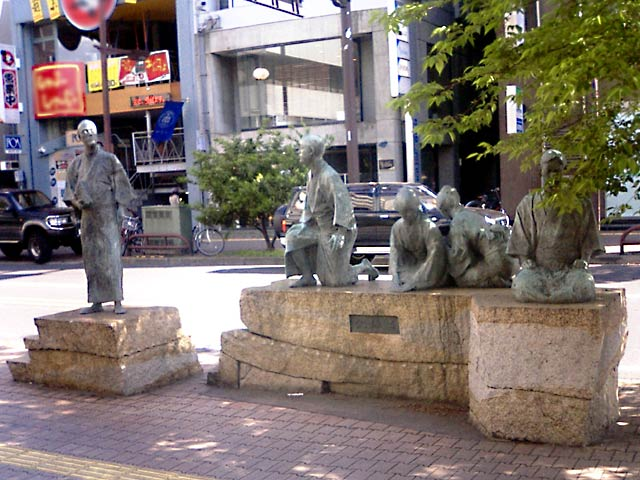
『父帰る』の銅像 菊池寛通りにて
高松市立中央公園の銅像
『恩讐の彼方に』の舞台「青の洞門」にて

## 関連文献

### 評伝・随想
- 『新潮日本文学アルバム 菊池寛』（1994年、新潮社）
- 松本清張『形影 菊池寛と佐佐木茂索』（1982年、文藝春秋）
- 菊池夏樹『菊池寛急逝の夜』（2009年、白水社）、2012年8月、中公文庫で再刊
- 『逸話に生きる菊池寛　生誕百年記念』（1987年、文藝春秋、非売品）
- 『天才・菊池寛ー逸話でつづる作家の素顔ー』（2013年10月、文藝春秋）
- 矢崎泰久『口きかん わが心の菊池寛』（2003年、飛鳥新社）
- 菊池夏樹『菊池寛と大映』(2011年2月、白水社）

### 研究
- 片山宏行『菊池寛の航跡 初期文学精神の展開』（1997年９月、和泉書院)　ISBN 4-87088-873-4 C3395
- 片山宏行『菊池寛のうしろ影』（2000年11月、未知谷）ISBN 4-89642-022-5 C0095
- 菊池寛研究会『真珠夫人　本文編／注解・考説編』(2003年8月、翰林書房）ISBN 4-87737-172-9 C0093
- 小林和子『菊池寛 人と文学 (日本の作家100人) 』（2007年11月、勉誠出版）
- 志村三代子『映画人・菊池寛』（2013年8月)藤原書店
- 日高昭二『菊池寛を読む』（2003年、岩波書店）
- 片山宏行・山口政幸・若松伸哉・掛野剛史『菊池寛現代通俗小説事典』（2016年７月、八木書店）ISBN 978-4840697613 C0593
- 片山宏行『菊池寛随想』（2017年8月、未知谷）ISBN 978-4-89642-534-5 C0095

### 小説
- 佐藤碧子『人間・菊池寛 その女秘書が綴る実録小説』（1961年、新潮社、2003年、新風舎）
- 杉森久英『小説 菊池寛』（1987年、中央公論社）
- 猪瀬直樹『こころの王国 菊池寛と文藝春秋の誕生』（2004年、文藝春秋）
- 門井慶喜『文豪、社長になる』（2023年3月、 文藝春秋）